# Ammobates opacus
Ammobates opacus là một loài Hymenoptera trong họ Apidae. Loài này được Popov mô tả khoa học năm 1951.